# ギャビン・タッカー
ギャビン・タッカー（Gavin Tucker、1986年6月17日 - ）はカナダの男性総合格闘家。ニューファンドランド・ラブラドール州セントアンソニー出身。タイタンズMMA所属。

## 来歴

### 総合格闘技
2011年、プロ総合格闘技デビュー。ローカル団体で9戦9勝の戦績を残す。

### UFC
2017年2月19日、UFC初参戦となったUFC Fight Night: Lewis vs. Browneでサム・シシリアと対戦し、3-0の判定勝ち。
2017年9月9日、UFC 215でリック・グレンと対戦し、0-3の判定負け。キャリア初黒星を喫した。タッカーはグレンが放った184発の打撃の内142発を受け、顔面の骨4箇所を骨折した。一方的な試合内容であったため、試合を途中でストップしなかったレフェリーとタッカーのセコンドに批判が集まり、UFC代表のダナ・ホワイトは「このレフェリーは馬鹿げてる！」とコメントしたが、タッカー自身は「レフェリーを非難するのはやめてくれ。彼は俺が入院する病院に来て謝罪してくれた」とコメントしている。
2020年8月8日、UFC Fight Night: Lewis vs. Oleinikでジャスティン・ジェインズと対戦し、リアネイキドチョークで3R一本勝ち。パフォーマンス・オブ・ザ・ナイトを受賞した。
2021年3月13日、UFC Fight Night: Edwards vs. Muhammadでフェザー級ランキング9位のダン・イゲと対戦し、右ストレートで開始22秒のKO負け。

## 戦績
| 総合格闘技 戦績 | 総合格闘技 戦績 | 総合格闘技 戦績 | 総合格闘技 戦績 | 総合格闘技 戦績 | 総合格闘技 戦績 | 総合格闘技 戦績 |
| --------------- | --------------- | --------------- | --------------- | --------------- | --------------- | --------------- |
| 16 試合         | (T)KO           | 一本            | 判定            | その他          | 引き分け        | 無効試合        |
| 13 勝           | 4               | 6               | 3               | 0               | 0               | 0               |
| 3 敗            | 1               | 1               | 1               | 0               | 0               | 0               |

| 勝敗 | 対戦相手                   | 試合結果                     | 大会名                                 | 開催年月日     |
| ×    | ディエゴ・ロペス           | 1R 1:38 腕ひしぎ十字固め     | UFC on ESPN 50: Sandhagen vs. Font     | 2023年8月5日   |
| ×    | ダン・イゲ                 | 1R 0:22 KO（右ストレート）   | UFC Fight Night: Edwards vs. Muhammad  | 2021年3月13日  |
| ○    | ビリー・クアランティーロ   | 5分3R終了 判定3-0            | UFC 256: Figueiredo vs. Moreno         | 2020年12月12日 |
| ○    | ジャスティン・ジェインズ   | 3R 1:43 リアネイキドチョーク | UFC Fight Night: Lewis vs. Oleinik     | 2020年8月8日   |
| ○    | チェ・スンウ               | 3R 3:17 リアネイキドチョーク | UFC 240: Holloway vs. Edgar            | 2019年7月27日  |
| ×    | リック・グレン             | 5分3R終了 判定0-3            | UFC 215: Nunes vs. Shevchenko 2        | 2017年9月9日   |
| ○    | サム・シシリア             | 5分3R終了 判定3-0            | UFC Fight Night: Lewis vs. Browne      | 2017年2月19日  |
| ○    | クリス・コギンズ           | 1R 0:37 KO（ハイキック）     | ECC 25 【ECCフェザー級タイトルマッチ】 | 2016年7月23日  |
| ○    | デビッド・ハリス           | 2R 2:02 TKO（パウンド）      | ECC 22 【ECCフェザー級王座決定戦】     | 2015年3月14日  |
| ○    | リンドン・ホイットロック   | 3R 3:09 リアネイキドチョーク | ECC 15                                 | 2013年2月16日  |
| ○    | ロバート・レンデ           | 3R 2:27 TKO（パンチ連打）    | ECC 14                                 | 2012年4月27日  |
| ○    | ジェレミー・ヘンリー       | 1R 5:00 リアネイキドチョーク | ECC 13                                 | 2012年1月27日  |
| ○    | クリストファー・コーポロン | 1R 1:35 腕ひしぎ十字固め     | Elite 1: Wild Card 2                   | 2011年10月15日 |
| ○    | デビッド・スペンス         | 1R 3:09 腕ひしぎ十字固め     | ECFP: Resurgence                       | 2011年5月27日  |
| ○    | マイケル・ワウ             | 1R 3:02 TKO（パンチ連打）    | ECC 12                                 | 2011年4月16日  |
| ○    | ライアン・コナー           | 5分3R終了 判定3-0            | ECC 11                                 | 2011年2月19日  |

## 獲得タイトル
- ECCフェザー級王座（2015年）

## 表彰
- UFCパフォーマンス・オブ・ザ・ナイト（1回）